# ノーザン・アップロアー
ノーザン・アップロアー（Northern Uproar）は、イギリス・ストックポート出身のロック・バンド。

## 来歴
1995年結成。同年6月にヘヴンリー・レコードと契約し、ポール・ウェラーやシャーラタンズのツアーサポートを行う。10月にはデビュー・シングル「Rollercoaster」を発表。当時メンバー全員が10代という若さで、オアシスの弟分的な扱いをされるなどして注目を浴びた。
1996年1月、セカンド・シングル「From A Window」が全英チャート17位を記録。同年4月、ファースト・アルバム『ノーザン・アップロアー』を発表。プロデュースは、デイヴ・エリンガとマニック・ストリート・プリーチャーズのジェームス・ディーン・ブラッドフィールドの2人が担当している。その影響もあってメディアからは、オアシスやザ・クラッシュ、マニック・ストリート・プリーチャーズのようなサウンドとも形容された。
翌1997年8月、セカンド・アルバム『イエスタデイ、トゥモロウ、トゥデイ』を発表。ブラス・セクションを導入するなどサウンド面での変化を見せ、評価自体は前作よりも高かった。しかし、この頃になるとブリットポップの追い風が止んでいたこともあって、大した注目を浴びることなくセールス的には失敗。同年10月にラスト・シングル「Goodbye」を発表後、バンドはレーベルから解雇される。
その後、メンバーは「Meya」名義でサード・アルバム用のセッションを行っているが、これらの録音は正式に日の目を見ることはなく、バンドは1999年頃にひっそりと解散。後にドラマーのキースが、この頃のレコーディングをYouTubeに公開している。
2004年、ボーカル兼ベース担当のレオン・メヤとギター担当のジェフ・フレッチャーを中心に活動を再開。2005年、「The Hooligans」名義で「Stealin' Time」という新曲を録音。2006年になり、ノーザン・アップロアーとして正式に再結成を果たす。2007年7月には10年ぶりとなるサード・アルバム『Stand and Fight』を自主制作し、通信販売やライブ会場のみで発売。ファースト・アルバムを彷彿とさせる力強いストレートなロック・アルバムに仕上がっており、アルバム発表に伴い自らの全英ツアーやザ・コーラルの前座を務めるなど、精力的な活動を行っている。
2013年には4枚目のアルバム『All That Was Has Gone』、2015年には5枚目のアルバム『Hey Samurai!』を発表。これらのリリースはリスナーがレコーディング費用を支援するPledgemusicを通じて制作され、以前のバンド・サウンドにとどまらない、スパニッシュ風やラテン風の弾き語り曲など多様な楽曲も収録し、アーティストとして成熟した一面を見せた。
2014年11月27日、結成時からのギタリストであるジェフ・フレッチャーが、ストックポートにてトラックによる交通事故で死去。

## エピソード
- メンバーの若さゆえか、デビュー当時はビッグマウスだった。メンズウェアのメンバーに向かって「スーツを着たマンコ」と挑発したり、インタビューでは「このデビュー作は間違いなく今年のベスト・アルバムだと自負している」、「ブラーやスウェードが相手ならいつでもホホイと楽勝してやる自信はある。特にスウェードとか僕らにとっちゃ指を触れずに軽く一吹きだって」と話していた[6]。

## メンバー

### 現メンバー
- レオン・メヤ（Leon Meya） - ボーカル、ベース （1995年 - ）
- アレックス・スタブス（Alex Stubbs） - ドラムス （2007年 - ）
- クリス・ゴーマン（Chris Gorman） - ギター （2007年 - ）

### 旧メンバー
- ジェフ・フレッチャー（Jeff Fletcher） - ギター （1995年 - 2014年） ※2014年死去
- ポール・ケリー （Paul Kelly） - ギター （1995年 - 1999年）
- キース・チャドウィック（Keith Chadwick） - ドラムス （1995年 - 1999年）
- ノエル・メヤ（Noel Meya） - ドラムス （2006年 - 2007年）
- ニック・ハーティ（Nick Harty） - ドラムス （2007年）

## ディスコグラフィ

### スタジオ・アルバム
- 『ノーザン・アップロアー』 - Northern Uproar (1996年) ※全英22位
- 『イエスタデイ、トゥモロウ、トゥデイ』 - Yesterday Tomorrow Today (1997年)
- Stand and Fight (2007年)
- All That Was Has Gone (2013年)
- Hey Samurai! (2015年)

### コンピレーション・アルバム
- Singles (2014年)

### シングル
- "Rollercoaster"/"Rough Boys" (1995年) ※全英41位
- "From A Window"/"This Morning" (1996年) ※全英17位
- "Livin' It Up" (1996年) ※全英24位
- "Town" (1996年) ※全英48位
- 「エニー・ウェイ・ユー・ルック」 - "Any Way You Look" (1997年) ※全英36位
- "A Girl I Once Knew" (1997年) ※全英63位
- "Goodbye" (1997年)[7]